# Пушина (Хорватія)
Пушина (хорв. Pušina) — населений пункт у Хорватії, в Вировитицько-Подравській жупанії у складі громади Чачинці.

## Населення
Населення за даними перепису 2011 року становило 33 осіб.
Динаміка чисельності населення поселення:

## Клімат
Середня річна температура становить 10,85 °C, середня максимальна – 25,00 °C, а середня мінімальна – -5,57 °C. Середня річна кількість опадів – 772 мм.
| Клімат поселення                              | Клімат поселення | Клімат поселення | Клімат поселення | Клімат поселення | Клімат поселення | Клімат поселення | Клімат поселення | Клімат поселення | Клімат поселення | Клімат поселення | Клімат поселення | Клімат поселення | Клімат поселення |
| Показник                                      | Січ.             | Лют.             | Бер.             | Квіт.            | Трав.            | Черв.            | Лип.             | Серп.            | Вер.             | Жовт.            | Лист.            | Груд.            |                  |
| Середній максимум, °C                         | 6,82             | 8,38             | 12,89            | 16,92            | 21,86            | 25,00            | 24,27            | 23,62            | 19,76            | 14,86            | 9,18             | 5,08             |                  |
| Середня температура, °C                       | 0,63             | 2,20             | 6,68             | 10,73            | 15,68            | 18,80            | 20,72            | 20,07            | 16,21            | 11,31            | 5,63             | 1,53             |                  |
| Середній мінімум, °C                          | −5,57            | −3,98            | 0,50             | 4,56             | 9,49             | 12,60            | 17,17            | 16,53            | 12,68            | 7,77             | 2,09             | −2,01            |                  |
| Норма опадів, мм                              | 47               | 44               | 48               | 60               | 74               | 96               | 70               | 71               | 60               | 66               | 76               | 60               |                  |
| Середньомісячна швидкість вітру, м/с          | 2.13             | 2.38             | 2.68             | 2.60             | 2.32             | 2.12             | 2.06             | 1.92             | 1.92             | 1.97             | 2.12             | 2.18             |                  |
| Середньомісячна сонячна радіація, кДж/м²·день | 4185             | 6929             | 10806            | 15261            | 19267            | 21291            | 22249            | 20088            | 14770            | 9210             | 4772             | 3553             |                  |
| --------------------------------------------- | ---------------- | ---------------- | ---------------- | ---------------- | ---------------- | ---------------- | ---------------- | ---------------- | ---------------- | ---------------- | ---------------- | ---------------- | ---------------- |
| Джерело:                                      |                  |                  |                  |                  |                  |                  |                  |                  |                  |                  |                  |                  |                  |